# Маклодио
Маклодио (итал. Maclodio) — коммуна в Италии, в провинции Брешиа области Ломбардия.
Население составляет 1232 человека (2008 г.), плотность населения составляет 246 чел./км². Занимает площадь 5 км². Почтовый индекс — 25030. Телефонный код — 030.
Покровителем коммуны почитается святитель Зенон Веронский, празднование 9 декабря.

## Демография
Динамика населения:

## Администрация коммуны
- Официальный сайт: http://www.comune.maclodio.bs.it/